# 灤県駅
灤県駅（らんけんえき）は中華人民共和国河北省唐山市灤州市にある、中国鉄路総公司（CR）の駅。北京鉄路局所属の2等駅に設定されている。

## 乗り入れ路線
京哈線・七灤線・灤港線の3路線が乗り入れている。

## 駅構造
2面2線の相対式ホームが1面2線の島式ホームと通過線3線を挟み、合計3面7線を有する地上駅。

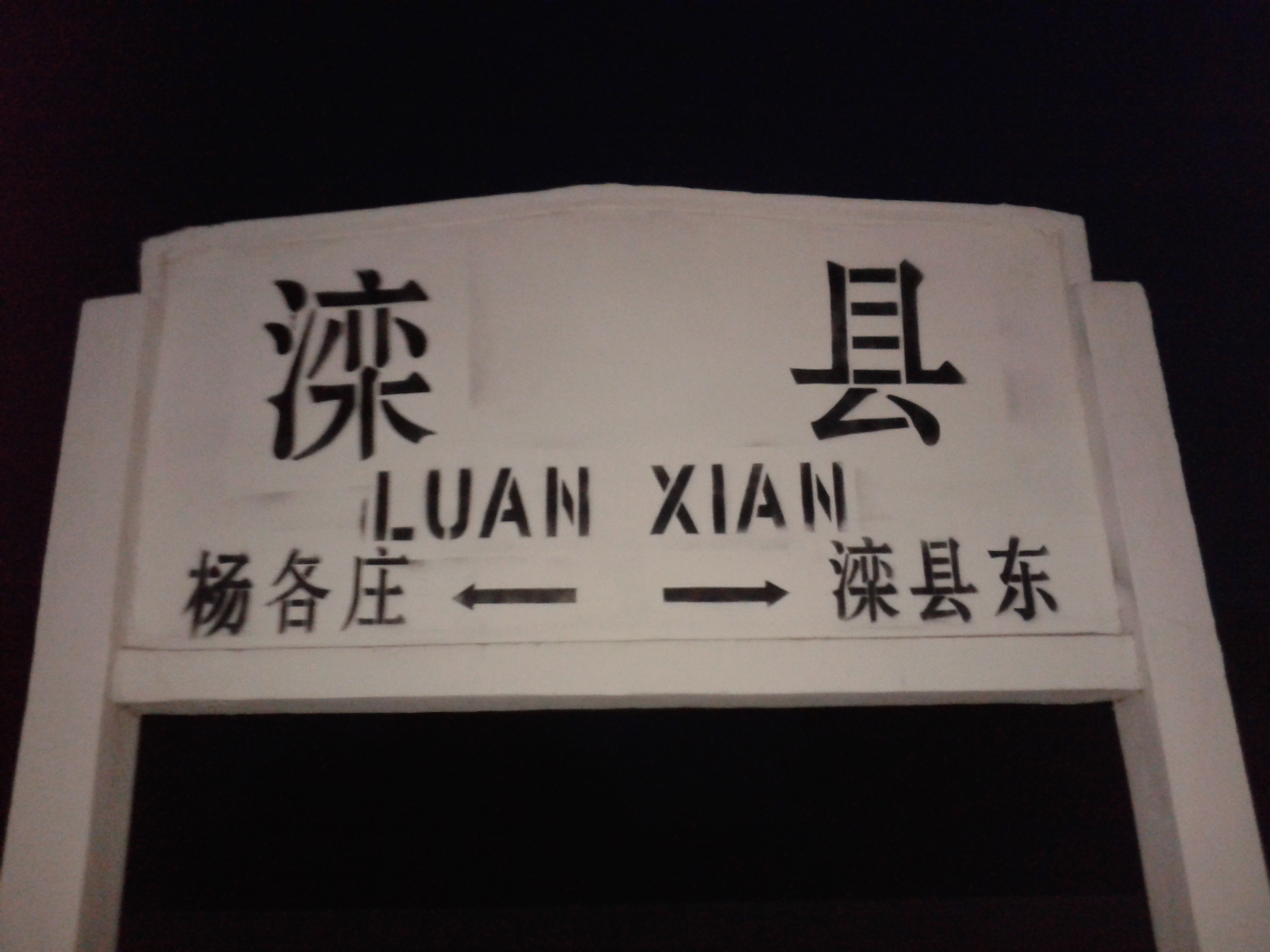
駅名標（2013年8月7日）

のりば
| ホーム           | 路線           | 行先                       |
| ---------------- | -------------- | -------------------------- |
| 1                | 京哈線（下り） | 瀋陽北・ハルビン・大連方面 |
| 番号無し（北側） | ?              | ?                          |
| 番号無し（南側） | 七滦線         | 唐山南・七道橋方面         |
| 2                | 京哈線（上り） | 北京・上海・包頭方面       |

- 駅名標（2013年8月7日）

## 駅周辺
- 灤県中医院
- 凱瑞国際飯店
- 灤県民政局
- 灤県人民政府
- 灤県交通局
- 栗香園
- 灤県第一中学

## 歴史
- 1892年 - 灤県西駅として開業。
- 2001年 - 灤県駅に改名。

## 隣の駅
中国鉄路総公司
京哈線
楊各荘駅 - 灤県駅 - 灤県東駅
七灤線
雷荘駅 - 灤県駅
灤港線
隣駅不明